# Velika terca
Velika terca je večji izmed dveh konvencionalno uporabljanih intervalov, ki obsegata tri diatonične stopnje. Intervalna kvaliteta (pridevnik) 'velika' označuje, da je od male terce večja za en polton: velika terca obsega štiri poltone (mala pa tri). Okrajšava za veliko terco je v3, njena inverzija  pa je mala seksta. 
Velika terca je značilen interval durove lestvice, nahaja se na tretji stopnji in predstavlja medianto (med toniko - 1. stopnja - in dominanto - 5 stopnja). 
Velika terca pri naravni uglasitvi najpogosteje ustreza tazmerju 5:4 (ki je kot ulomek nizkih celih števil harmonsko pomemben) ali 1.25:1 in številnih drugih razmerij, medtem ko pri temperirani uglasitvi velika terca ustreza štirim poltonom, razmerju 1:24/12 (približno 1.259), oz. 400 centom, 13.686 centov več. Starejši koncept diton (dve veliki sekundi = velika terca) je po pitagorejskem konceptu razmerje  81:64 (1.2656= 1.1252, dveh malih sekund).
Velika terca spada v skupino nepopolnih konsonanc in je obravnavana kot najbolj konsonantni interval po primi, oktavi, kvarti in kvinti. V glasbi srednjega veka je bila obravnavana kot disonanca in ni bila uporabljana v sklepnem sozvočju skladb.